# Elezioni presidenziali in Venezuela del 1998
Le elezioni presidenziali in Venezuela del 1998 si tennero il 6 dicembre e furono le ultime della Repubblica del Venezuela. Esse videro la prima vittoria di Hugo Chávez, sostenuto dal Movimento Quinta Repubblica/Polo Patriótico, che sconfisse Henrique Salas Römer, sostenuto da Progetto Venezuela, movimento neoliberista ed anticomunista.

## Risultati
| Candidati            | Partiti                     | Voti      | %     |
| -------------------- | --------------------------- | --------- | ----- |
| Hugo Chávez          | Movimento Quinta Repubblica | 3 673 685 | 56,20 |
| Henrique Salas Römer | Progetto Venezuela          | 2 613 161 | 39,97 |
| Irene Sáez           | IRENE                       | 184 568   | 2,82  |
| Luis Alfaro Ucero    | ORA                         | 27 586    | 0,42  |
| Altri                | -                           | 38 304    | 0,59  |
| Totale               | Totale                      | 6 537 304 | 100   |